# Pío Tejera
José Pío Tejera y Ramón de Moncada (3 de mayo de 1846 - 6 de octubre de 1902) fue un investigador y escritor murciano. Desde su puesto de director de la Biblioteca Regional de Murcia siempre estuvo muy interesado en la cultura murciana.

## Biografía
Nace el 3 de mayo de 1846, siendo uno de los descendientes del cardenal Luis Belluga. Realiza estudios de Filosofía y Letras, alcanzando el título de Doctor. Ejerce su trabajo como archivero y bibliotecario hasta ser nombrado director de la Biblioteca Regional de Murcia en la que realiza una importante labor.
Fallece el 6 de octubre de 1902.

## Obra
Colabora con sus poesías y escritos en diferentes periódicos de la época: Diario de Murcia, etc; aunque algunas fuentes señalan que sus escritos apoyaban a los poderosos de la sociedad murciana.
Su principal obra es Biblioteca del Murciano,
subtítulada Ensayo de un diccionario biográfico y bibliográfico de la literatura en Murcia, que recoge biografías, publicaciones y datos sobre la cultura murciana y convirtiéndose en su referencia bibliográfica del siglo XIX. Esta obra fue premiada por la Biblioteca Nacional en 1896.
Participa en otras obras como la antología Flores Murcianas; estudios sobre personajes murcianos como Saavedra Fajardo : sus pensamientos, sus poesías, sus opúsculos precedidos de un discurso preliminar crítico, biográfico y bibliográfico sobre la vida y obras del autor e ilustrados con notas, introducciones y una genealogía de la casa de Saavedra;.